# Lanugo bicincta
Lanugo bicincta är en stekelart som beskrevs av Henry Keith Townes, Jr. 1962. Lanugo bicincta ingår i släktet Lanugo och familjen brokparasitsteklar. Inga underarter finns listade i Catalogue of Life.